# Dharmapala (godheid)
Een dharmapāla is in het Vajrayana-boeddhisme een macht, godheid die het boeddhisme beschermt en voor gelovigen de hindernissen wegneemt op het pad naar de verlichting. Zowel boeddha's, bodhisattvas als preboeddhistische machten, die tot het boeddhisme werden bekeerd, kunnen dharmapāla's zijn. Dit lemma handelt vooral over dharmapāla's in het pantheon van het Tibetaans boeddhisme

## Verdeling
Er dient een onderscheid gemaakt te worden tussen twee groepen dharmapāla's.
De eerste zijn de supra-mundane godheden. Dat zijn de uit het Indiase boeddhisme afkomstige boeddha's en  bodhisattvas. Die hebben de wereld verlaten en kunnen zich slechts hier via een emanatie manifesteren. In de ordening van het pantheon was er meer in het algemeen de neiging om alle machten die uit India komen tot supra-mundaan te verklaren. Dit met uitzondering van de Vier Hemelse Koningen en de oorspronkelijke traditionele Hindoe-godheden, die duidelijk als mundaan gepositioneerd zijn. 
De tweede groep zijn de mundane godheden. Het zijn meestal preboeddhistische machten, die gedwongen werden zich tot het boeddhisme te bekeren en de belofte hebben afgelegd dat boeddhisme na hun bekering met al hun inzet te beschermen. 
Het bekendste voorbeeld zijn de machten die Padmasambhava zou hebben onderworpen, toen die in de achtste eeuw de bouw van het eerste boeddhistische klooster in Tibet, Samye, trachtten te verhinderen. In het Tibetaans worden deze krachten damchen genoemd.

## Ordening van het pantheon

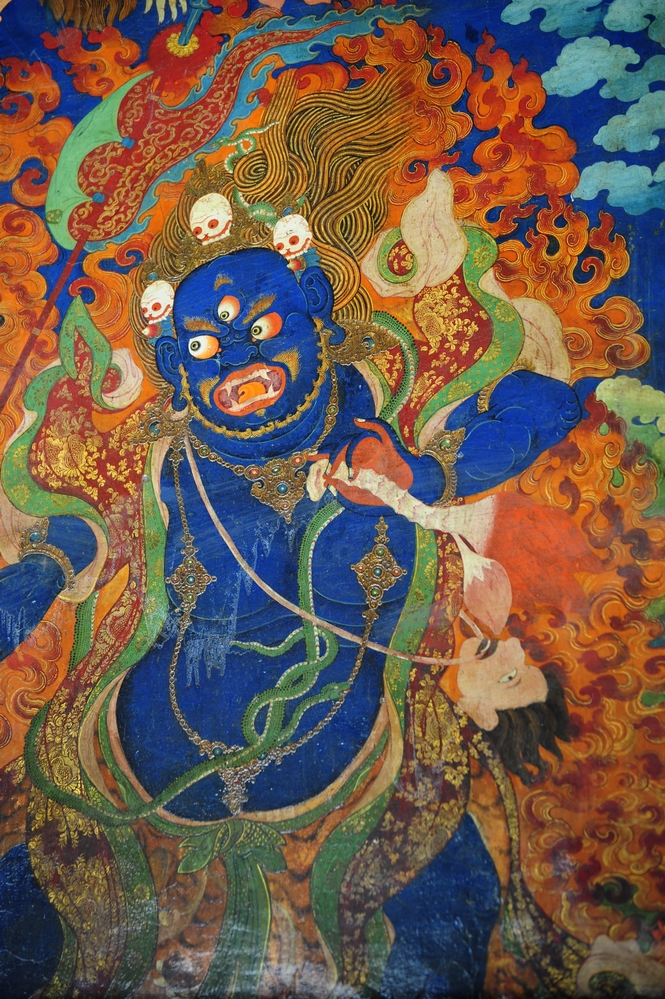
Pehar

Na de introductie van het boeddhisme in Tibet moesten de damchen in het nieuw te creëren pantheon ruimte maken voor de supra-mundane godheden. In theologisch opzicht zijn de damchen dan ook ondergeschikt aan de supra-mundane godheden, maar hebben daarentegen een veel grotere invloed op het dagelijks leven van de gelovige. De damchen hebben deze wereld nooit verlaten en zijn daarom bijvoorbeeld in staat om tijdelijk bezit te nemen van het lichaam van mensen. 
Op die manier worden ze voor mensen op deze wereld zichtbaar en kunnen ze bescherming en advies geven.
Het meest zichtbaar is dat in hun vermogen zich te manifesteren via een orakel. Een bekend voorbeeld daarvan is het orakel van Nechung, het medium waardoor Gyalpo Pehar zich kan manifesteren. Pehar was de belangrijkste van de  damchen die door Padmasambhava werd onderworpen en werd op den duur de belangrijkste beschermer van Tibet en de dalai lamas.
Het geloof dat de mundane dharmapala's een grotere invloed hebben op het dagelijks leven van de gelovige hangt samen met de overtuiging dat deze ook menselijke emoties als jaloezie, boosheid en dergelijke kennen, waardoor ze in dat dagelijkse leven ook effectiever kunnen handelen dan de supra-mundane beschermers. Ze kunnen ook aanstoot nemen aan handelingen van zowel mensen als andere mundane beschermers.
Dat maakt mundane beschermers niet altijd volledig betrouwbaar. In op hen gerichte devotie gaat het dan ook meestal om het ontvangen van rust, geluk, het vergroten van de mogelijkheden voor het verkrijgen van goed karma en het vernietigen van kwade krachten. 
Het participeren in het bereiken van het hoogste doel, de volkomen verlichting is een verantwoordelijkheid die alleen supra-mundane beschermers wordt toevertrouwd.
De centrale godheid in een mandala, die een mediterende gelovige tracht te visualiseren om zich daarmee te identificeren, is vrijwel altijd een supra- mundane macht. Voor zover mundane beschermers op een mandala voorkomen, vervullen zij slechts functies als bijvoorbeeld poortwachters.

## Dynamisch pantheon

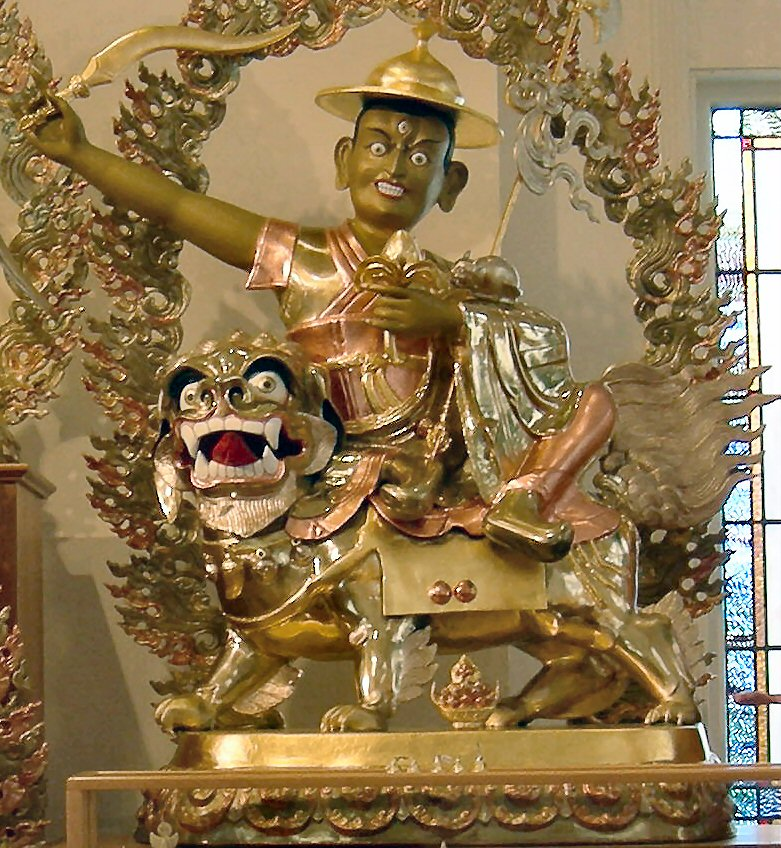
Dorje Shugden

Het aantal mundane godheden is zeer groot, omdat ook gebieden, kloosters, tradities en tulkulijnen een mundane dharmapāla kunnen hebben. Ook na Padmasambhava in de achtste eeuw zijn er dus voortdurend nieuwe mundane dharmapāla's aan het pantheon toegevoegd.
De verdeling tussen supra-mundaan en mundaan is niet rigide. Met name het Tibetaanse en Mongoolse pantheon hebben altijd een zekere dynamiek gehad. Op basis van gewijzigde omstandigheden en nadere inzichten kan de status en positie van machten in het pantheon wijzigen.  Rahu  was in het Tibetaanse pantheon oorspronkelijk een van de machten die door Padmasambhava zou zijn bedwongen, maar is nu een bodhisattva. Dat is ook het geval bij Nyenchen Tanglha, een tot het boeddhisme bekeerde berggeest. Veel recenter is het voorbeeld van Dorje Shugden een mundane beschermer van de gelugtraditie die in de zeventiende eeuw in het pantheon werd opgenomen en rond 2000 door de Nieuwe kadampatraditie in dat pantheon als een boeddha werd geherpositioneerd.
Meer in het algemeen zijn er in het Tibetaans boeddhisme voortdurend discussies geweest of en in hoeverre mundane beschermers na verloop van zeer lange tijd de kracht hebben om na een "geestelijke reiniging" supra-mundaan te worden.

## Belangrijke  dharmapāla's

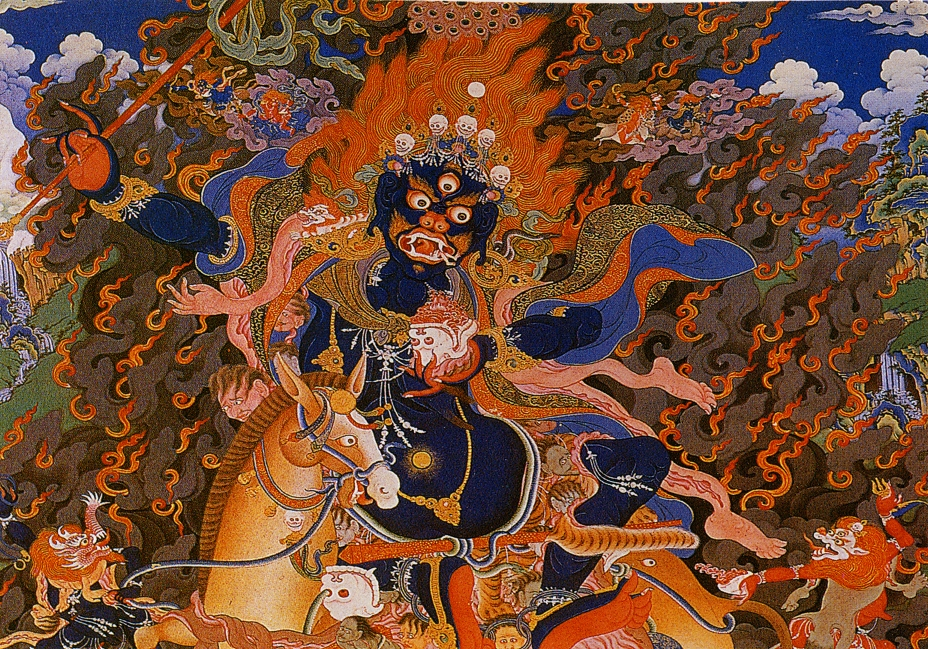
Palden Lhamo

Belangrijke supra-mundane dharmapāla's zijn Yamantaka, Mahakala en Pälden Lhamo. Mahakala is een toornige vorm van Vajradhara, een van de Adi-Boeddha's. In andere vormen kan hij de emanatie zijn van andere boeddha's. Hij wordt vaak afgebeeld met Palden Lhamo als zijn vrouwelijke partner. Zij is verreweg de belangrijkste vrouwelijke dharmapāla.
Belangrijke mundane dharmapāla's zijn Pehar en Begtse. De laatste heeft met name in de Mongoolse vorm van het pantheon een zeer dominante plaats. In China is Guan Yu een belangrijke mundane beschermer.